# Ялосовецкое
Ялосовецкое (укр. Ялосовецьке) — село,
Ялосовецкий сельский совет,
Хорольский район,
Полтавская область,
Украина.
Код КОАТУУ — 5324888201. Население по переписи 2001 года составляло 730 человек.
Является административным центром Ялосовецкого сельского совета, в который, кроме того, входят сёла
Бариловщина
Бригадировка
Кривцы
Лагодовка
Николаевка
Новоивановка
Орликовщина
Роплянское
Червоное
Чередники

## Географическое положение
Село Ялосовецкое находится в урочище Ступаки,
на расстоянии в 1,5 км от сёл Роплянское, Новоивановка, Павленки и Бригадировка.
По селу протекает пересыхающий ручей с запрудой.
Рядом проходит автомобильная дорога М-03.

## История
После 1941 присоеденен хутор Жеденки (Новоселец, Житковы)
Села как такового не было, после смерти Елисаветы Ивановны была группа экономий.

## Экономика
- «9 Сичня», опытное хозяйство, ГП.

## Объекты социальной сферы
- Школа.
- Дом культуры.
- Сельсовет.

## Достопримечательности
- Братская могила советских воинов.

## Известные жители и уроженцы
- Никитенко, Анна Пантелеевна (1922—1998) — Герой Социалистического Труда.